# Maranhão
Maranhão állam Brazília ÉK-i részén fekszik. Piauí, Tocantins és Pará államok határolják.

## Földrajzi adatok
- Területe 331 983 km², mellyel mintegy Vietnám méretű
- Lakossága 6 714 314 fő volt 2012-ben
- Népsűrűsége 20 fő/km² volt 2012-ben
- Székhelye: São Luís

## Fordítás
- Ez a szócikk részben vagy egészben  a   Maranhão című angol Wikipédia-szócikk fordításán alapul.  Az eredeti cikk szerkesztőit annak laptörténete sorolja fel. Ez a jelzés csupán a megfogalmazás eredetét és a szerzői jogokat jelzi, nem szolgál a cikkben szereplő információk forrásmegjelöléseként.